# 阿薩烏
阿薩烏（Asau），又译亚骚，是圖瓦盧瓦伊圖普環礁的首府，也是圖瓦盧第二大城市（僅次於首都富納富提）。該城市2009年人口為650人。